# Bracon luteator
Bracon luteator är en stekelart som beskrevs av Maximilian Spinola 1808. Bracon luteator ingår i släktet Bracon och familjen bracksteklar. Arten är reproducerande i Sverige. Utöver nominatformen finns också underarten B. l. filicauda.